# Bayou La Grue
Pour les articles homonymes, voir Grue.
Le bayou La Grue (en anglais La Grue Bayou) est une rivière de l'État de l'Arkansas. Il est un affluent de la rivière White River et un sous-affluent du fleuve Mississippi.

## Géographie
Le bayou prend sa source depuis le lac de barrage de Peckerwood Lake, lac artificiel créé à partir d'un barrage sur le bayou La Grue. Le bayou La Grue s'écoule ensuite vers le Sud et après de nombreux méandres, atteint sa confluence avec la rivière White après un parcours de près d'une centaine de kilomètres.

## Histoire
Le nom du bayou lui fut donné par les premiers trappeurs et coureurs des bois français et Canadiens français à l'époque de la Nouvelle-France et de la Louisiane française, en raison de la présence de la grue blanche ou grus americana en latin.

## Sources

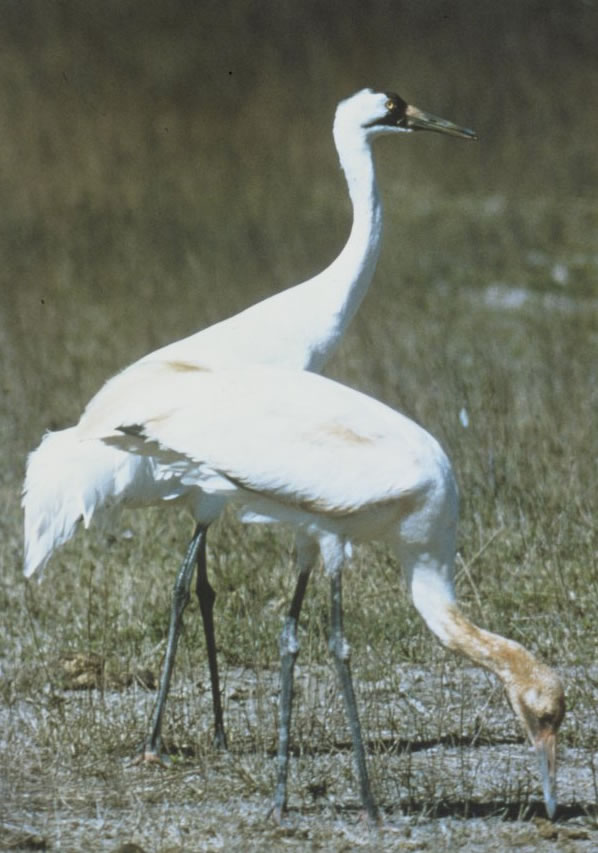
Grues blanches d'Amérique.

- (en) Geographic Names Information System
- (en) Le lac Peckerwood et la source du bayou La Grue
- (en) Origine de certains lieux aux États-Unis